# Elisa (cantante 1977)
Elisa Toffoli, nota semplicemente come Elisa (Trieste, 19 dicembre 1977) è una cantautrice e produttrice discografica italiana.
È nota per essere tra i pochi artisti della scena musicale italiana a scrivere ed interpretare la maggior parte dei propri brani in lingua inglese; ha cantato anche in spagnolo (nei brani Háblame e Sentir sin embargo), francese (Pour que l'amour me quitte), sloveno (Lintver main theme), curdo (il brano Kuminist) e sardo (Anninnia con il Coro di Gavoi), oltre che in italiano. Nel corso della sua carriera ha avviato anche progetti in qualità di regista di videoclip, attrice teatrale, fotografa, scrittrice e doppiatrice.
Il successo in ambito discografico arrivò a diciannove anni con l'album in studio d'esordio Pipes & Flowers (1997), sebbene la notorietà al grande pubblico sia giunta quattro anni più tardi grazie alla vittoria al Festival di Sanremo 2001 con il brano Luce (tramonti a nord est).
In venticinque anni di carriera, dopo la realizzazione di undici album in studio, sette raccolte, tre album dal vivo, settantatré singoli e altrettanti video musicali, ha venduto oltre 15 milioni di dischi in tutto il mondo, di cui oltre 5.5 milioni di copie certificate da M&D e FIMI, riscuotendo successo anche nel resto d'Europa e in Nord America. Nelle classifiche di vendita italiane e internazionali, ha raggiunto dieci volte la top ten con i suoi album, conquistando quattro volte la prima posizione, mentre per quanto riguarda i singoli, ha raggiunto la top-ten sedici volte, con sei numeri uno, guadagnando complessivamente un disco di diamante, un disco multiplatino (come membro del gruppo Artisti Uniti per l'Abruzzo), quarantaquattro dischi di platino e nove dischi d'oro.
Ha partecipato due volte al Festival di Sanremo, vincendolo nel 2001 con il sopracitato Luce (tramonti a nord est) e classificandosi seconda nel 2022 con il brano O forse sei tu. È inoltre l'unica artista nella storia del Festival ad aver vinto sei premi in un'unica edizione: con Luce (tramonti a nord est), oltre al primo posto nella categoria Campioni, vinse anche il premio della Critica Mia Martini, il premio Volare per la miglior interpretazione, il premio Radio e TV, il premio Autori e il premio alla miglior interprete del Festival; quest'ultimo fu un riconoscimento conferito dalla Giuria di Qualità, istituito per volontà del presidente della stessa, Gino Paoli, appositamente per Elisa.
In Italia si è aggiudicata tutti i principali premi e riconoscimenti in ambito musicale. Nel 2013 il brano Ancora qui, colonna sonora del film di Quentin Tarantino Django Unchained, scritta da Elisa e composta da Ennio Morricone, ha fatto parte delle settantacinque canzoni candidate all'Oscar alla miglior canzone originale. Fra i numerosi riconoscimenti accumulati, spiccano diciannove Wind Music Awards, due Premi Lunezia, due Targhe Tenco, un Nastro d'Argento, un David di Donatello e un MTV Europe Music Award.

## Biografia

### Infanzia ed esordi (1977-1994)
Elisa Toffoli è nata il 19 dicembre 1977 a Trieste e cresciuta tra Gorizia e Monfalcone (il padre, Marino Toffoli, originario di Gallipoli, vi si era trasferito per motivi lavorativi. La madre, Silva, era geometra).
La zona d'Italia in cui cresce risente di svariate culture, come dimostra il fatto che la cantautrice ha parenti russi e francesi. Sin da giovane si dedica alla musica (oltre che alla danza, alla pittura e alla recitazione), sfruttando il clima culturale particolare della zona di confine con l'area balcanica e l'Europa orientale. Le sue prime influenze musicali, riprese poi in alcuni brani e video, sono Dolores O'Riordan, Björk, Tori Amos, Alanis Morissette, Sarah Vaughan, Aretha Franklin ed Ella Fitzgerald. Ascolta inoltre moltissimo i Doors, leggendo e ammirando i testi di Jim Morrison e le poesie di Rudyard Kipling. All'età di undici anni scrive i suoi primi testi e compone melodie. A tredici anni, alternando il lavoro di sciampista nel negozio di parrucchiera della madre, comincia a esibirsi come corista, cantante e musicista in vari gruppi locali, sperimentando diversi generi musicali.
Nel 1992, a quindici anni, appare in una puntata della trasmissione televisiva Karaoke condotta da Fiorello, che in quei giorni faceva tappa a Gorizia, proponendo una propria versione del classico Questione di feeling. In seguito collabora come corista alla realizzazione dell'album reggae War Mongers dei Positive Men.

### Pipes & Flowers, l'album d'esordio (1995-1999)
(Gino Paoli)
A sedici anni Elisa invia dei provini con alcune cover dei Beatles accompagnata da un chitarrista al cantautore Lucio Quarantotto, autore di Con te partirò, tramite un cugino: colpito favorevolmente, Quarantotto fa avere i provini alla sua discografica, Caterina Caselli, la quale, positivamente impressionata dalla sua voce e dai suoi testi, dopo una settimana le propone il contratto discografico con la Sugar Music, etichetta da lei stessa gestita. Elisa rimarrà grata a Quarantotto, e parteciperà anni dopo al funerale del cantautore. Nel 1996, a diciotto anni, parte per Berkeley (California) dove, insieme a Corrado Rustici (produttore di Zucchero Fornaciari, Francesco De Gregori, Claudio Baglioni e collaboratore, in passato, di Whitney Houston e Aretha Franklin), lavora alle canzoni dell'album d'esordio.
L'album viene anticipato di alcuni mesi dal singolo Sleeping in Your Hand, pubblicato alla fine di maggio del 1997. Pipes & Flowers viene infine pubblicato il 22 settembre 1997 e in poco tempo conquista il quadruplo disco di platino in Italia. Elisa è autrice o coautrice di tutti i testi, totalmente in inglese, e anche delle musiche. Per questo suo debutto nel 1998 vince la Targa Tenco e il PIM (Premio Italiano della Musica).
Elisa comincia poi a farsi conoscere anche attraverso alcune esibizioni dal vivo: alla prima edizione dell'Heineken Jammin' Festival di Imola e in seguito come special guest durante i tour di Eros Ramazzotti e Zucchero Fornaciari, aprendo alcuni dei loro concerti.
Dopo la pubblicazione dell'album in mezza Europa, comincia una serie di collaborazioni con produttori stranieri e italiani che porta alla realizzazione di varie canzoni. La prima a essere pubblicata è Cure Me, prodotta da Darren Allison (Skunk Anansie, Spiritualized) e pubblicata come singolo alla fine del 1998. Per l'occasione Pipes & Flowers esce in una nuova edizione che comprende anche questa canzone. Le altre, dal sound prettamente elettronico paragonabile allo stile di Björk, verranno invece tenute in serbo per essere poi pubblicate nel secondo album.
Il 1998 è l'anno in cui comincia una lunga e talvolta fruttuosa simbiosi tra le canzoni di Elisa e il mondo del cinema: le canzoni A Feast for Me e So Delicate So Pure vengono inserite nella colonna sonora del film per la TV Amiche davvero!! di Marcello Cesena, mentre l'anno dopo Cure Me viene inclusa nella colonna sonora del film La prima volta di Massimo Martella.
Elisa ha dichiarato di avere chiamato il disco Pipes & Flowers data la sua passione per la street art e i graffiti, che la portava spesso a disegnare volti e fiori (flowers) che spuntavano da tubi (pipes) tridimensionali.

### Asile's Worlde la vittoria a Sanremo (2000-2001)
A tre anni di distanza dall'album di debutto, il 5 maggio 2000, esce Asile's World, il secondo album dell'artista. Come anticipato dal singolo Gift, l'album segna una netta quanto inattesa inversione di rotta rispetto alle sonorità di Pipes & Flowers. Asile's World, prodotto da quattro diversi produttori tra cui Howie B e Roberto Vernetti, è infatti un prodotto caratterizzato da arrangiamenti elettronici (come nel brano "A little over zero" dove Gaudi suona il theremin e il minimoog), composto tanto da semplice synth pop quanto da pure sperimentazioni elettroniche che si discostano fortemente dal genere pop rock, predominante invece nell'album precedente. Il significato del titolo dell'album sta nel fatto che la parola Asile corrisponde al nome Elisa scritto al contrario.

Elisa posa per i fotografi dopo la vittoria al Festival di Sanremo 2001 con Luce (tramonti a nord est)

Nel 2001 Caterina Caselli le propone di partecipare alla 51ª edizione del Festival di Sanremo. Sebbene Elisa non apprezzi particolarmente le gare musicali, decide di accettare e si presenta sul palco del Teatro Ariston con la sua prima canzone in italiano, Luce (tramonti a nord est), brano originariamente non pensato per il Festival e scritto dalla stessa Elisa con la collaborazione di Zucchero Fornaciari e prodotto da Corrado Rustici. La cantautrice giuliana, accompagnata dagli archi del Solis String Quartet, arriva al primo posto della competizione e si aggiudica anche il premio della critica, mentre la giuria di qualità, presieduta da Gino Paoli, introduce un premio appositamente per lei, miglior interprete del Festival. Riguardo alla partecipazione al Festival, Elisa ha detto: 
In seguito alla partecipazione al Festival, esce una nuova edizione dell'album Asile's World contenente anche il brano sanremese. Nei successivi 21 anni Elisa tornerà a Sanremo soltanto come ospite: nel 2007 con un omaggio a Mia Martini, nel 2010 nella serata del giovedì (dedicata a celebrare il sessantesimo anniversario della kermesse canora) con un omaggio a Sergio Endrigo, nel 2016 riproponendo tra le altre proprio la canzone con cui vinse 15 anni prima e infine nel 2019. Solo nel 2022 la cantante deciderà di tornare in gara al Festival.
Nello stesso anno, in occasione dell'apertura del Futurshow, Elisa canta a Bologna davanti a ventimila persone, inserita in un cast internazionale comprendente Manu Chao e Tricky. Si esibirà poi al concerto di Natale in Vaticano, duettando con Tiziano Ferro in Happy Xmas di John Lennon.

### Then Comes the SunedElisa(2001-2002)
(da Fairy Girl, 2001)
Anticipato dal singolo Heaven Out of Hell, il 9 novembre 2001 esce il terzo album di Elisa, Then Comes the Sun. L'album, prodotto da Corrado Rustici e caratterizzato da sonorità pop acustiche con alcune evasioni nel rock e nell'elettronica, musicalmente si rivela più semplice del precedente, ma dai testi più intimisti.
In questo periodo la cantante riceve svariati premi e riconoscimenti: nello stesso giorno del lancio del suo terzo album Elisa viene eletta miglior artista italiana agli MTV Europe Music Awards di Francoforte (tuttora risulta essere l'unica artista femminile ad avere ricevuto questo premio), il 26 novembre 2001 si aggiudica tre premi agli Italian Music Awards, viene poi premiata al Premio Italiano della Musica come miglior artista femminile e miglior singolo Luce (tramonti a nord est) e a dicembre 2002 ottiene tre nomination agli Italian Music Awards.
Sono inoltre numerose le sue apparizioni a eventi e programmi televisivi: il 5 gennaio 2002 è tra i super ospiti su Rai Uno del programma Un Ponte fra le stelle, la Befana dei bambini vittime delle guerre e del terrorismo, realizzato con il Patrocinio dell'Alto commissariato delle Nazioni Unite per i rifugiati, in primavera canta al concerto del Primo Maggio e al Pavarotti & Friends, dove duetta con il celebre tenore nel brano Voglio vivere così (col sole in fronte) e infine, per il secondo anno consecutivo, si esibisce al concerto di Natale in Vaticano.
Alla fine di febbraio 2002 Elisa canta l'Inno di Mameli, riarrangiato da Michele Centonze (Jovanotti, Pavarotti) in versione jazz, durante la cerimonia di chiusura dei XIX Giochi olimpici invernali tenutisi a Salt Lake City (USA) che prevedeva il passaggio di consegne a Torino, dove, nel 2006, si sarebbero svolti i XX Giochi olimpici invernali. In seguito, Maurizio Gasparri, esponente di Alleanza Nazionale, rivela il suo disappunto per questa interpretazione dell'inno nazionale e ne nasce una piccola polemica.
Nell'agosto 2002, mentre l'album Then Comes the Sun ottiene il triplo disco di platino in Italia, viene pubblicato un greatest hits della cantautrice per il mercato europeo, intitolato semplicemente Elisa, che contiene canzoni dai primi tre album, in prevalenza da Then Comes the Sun. L'album esce in più di venti nazioni fra cui Germania, Spagna e Paesi Bassi ed è anticipato dal singolo Come Speak to Me, versione inglese di Luce (tramonti a nord est).
Nel mese di ottobre Elisa debutta al Teatro Massimo di Palermo come protagonista di Ellis Island, un'opera musicale sul tema dell'immigrazione, con musiche di Giovanni Sollima, la regia di Marco Baliani, Todd Reynolds e i testi di Roberto Alajmo.

### Lotus(2003)
Nel 2003 Elisa torna a cantare in italiano: interpreta una nuova versione di Almeno tu nell'universo, una delle più famose canzoni di Mia Martini, scomparsa nel 1995. La canzone, scritta da Bruno Lauzi e Maurizio Fabrizio, è il tema principale del film Ricordati di me di Gabriele Muccino. Il videoclip è firmato dal regista Richard Lowenstein, noto per avere diretto in passato anche gli U2. Almeno tu nell'universo esce il 14 febbraio 2003 in contemporanea con il film e conquista subito il primo posto della classifica italiana.
Successivamente esce il singolo Nessuna certezza dei Tiromancino, dove Elisa canta con Federico Zampaglione e Meg dei 99 Posse. Sempre nel 2003 Elisa collabora al disco Poco mossi gli altri bacini degli Avion Travel.
Alla fine del 2003 esce Lotus, il primo album interamente acustico della cantautrice goriziana, anticipato dal singolo Broken. Il nuovo lavoro contiene alcuni dei successi di Elisa in versione acustica, tre cover (Femme Fatale dei Velvet Underground, Hallelujah di Leonard Cohen e Almeno tu nell'universo, che in questa occasione viene registrata in una nuova versione acustica) e sei brani inediti. L'album è seguito da un lungo tour acustico che porta Elisa per diversi teatri italiani. All'inizio del 2004 esce un omonimo DVD contenente lo showcase di presentazione dell'album e un documentario sulla sua realizzazione.

### Pearl Dayse le colonne sonore (2004-2006)
(Glen Ballard)

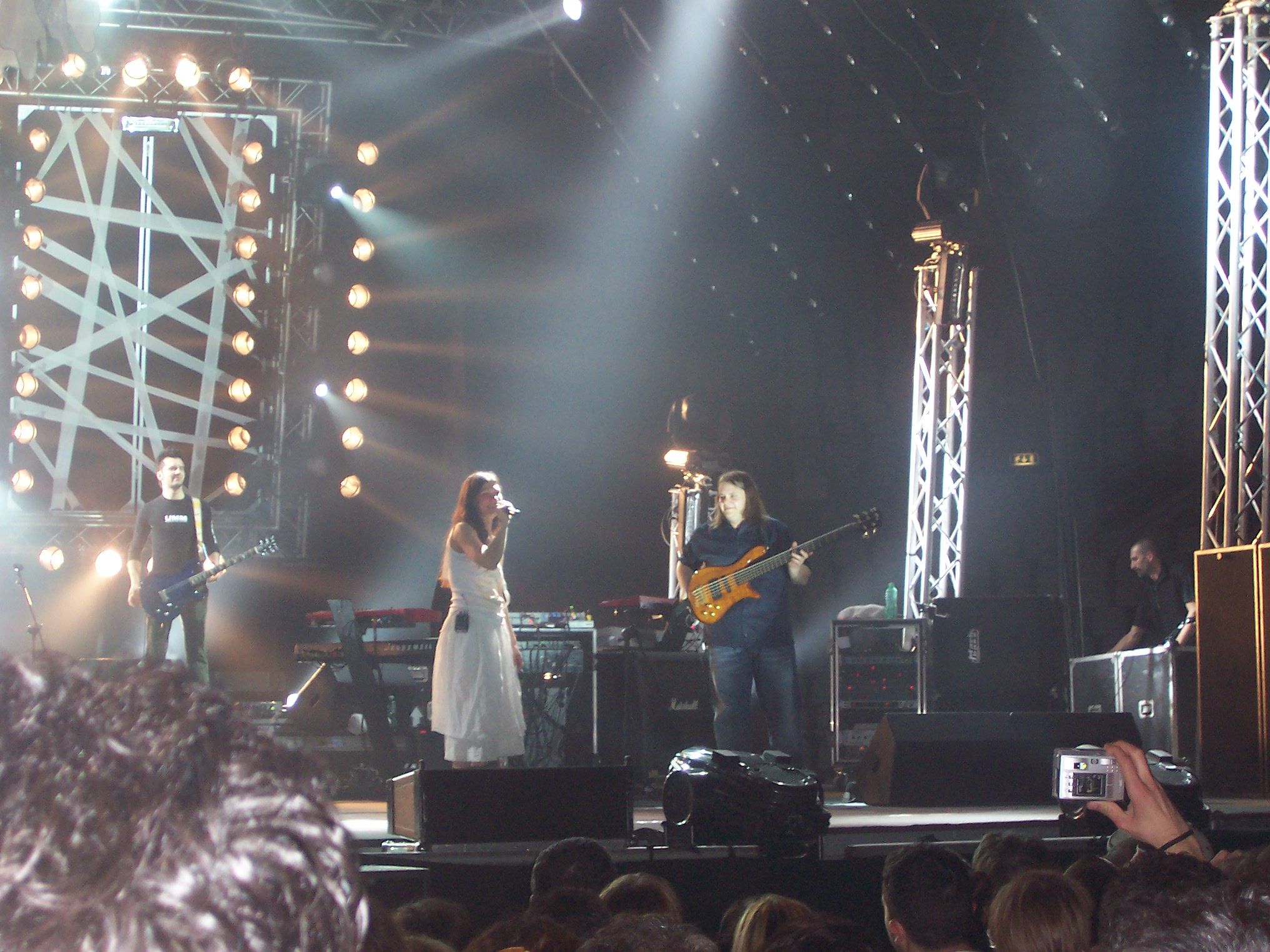
Elisa in una tappa del Pearl Days Tour

Pearl Days, il quinto album di Elisa uscito il 15 ottobre 2004, presenta sonorità rock più energiche rispetto ai suoi lavori precedenti e in netto contrasto con il più intimista Lotus. Il CD, anticipato dal singolo Together il 17 settembre, è prodotto dall'americano Glen Ballard, già produttore di Alanis Morissette e Anastacia, che dà un sound molto internazionale all'album.
L'anno seguente viene pubblicato il secondo lavoro di Elisa in italiano, Una poesia anche per te, adattamento della canzone Life Goes On, dedicata alla sua famiglia e già contenuta in Pearl Days. Il nuovo singolo viene aggiunto alla nuova edizione del disco uscita lo stesso giorno, il 15 aprile 2005. Il singolo durante la prima settimana raggiunge la posizione numero 7 della classifica italiana e, pur arrivando al massimo in seconda posizione, sarà record di vendite. È il quarto singolo più venduto del 2005.
In questo periodo Elisa partecipa al Live 8, il 2 luglio 2005 al Circo Massimo di Roma, alla Cerimonia di chiusura dei XX Giochi olimpici invernali, il 26 febbraio 2006 a Torino, assieme ad Andrea Bocelli, Avril Lavigne e Ricky Martin, e l'8 settembre 2006 all'anteprima alla Notte bianca a Roma in Piazza di Siena (Villa Borghese) con Pino Daniele, Ivano Fossati e Fiorella Mannoia.
Nel febbraio del 2005 Elisa riceve dai Nomadi il XIII "Tributo ad Augusto" (manifestazione che la band emiliana organizza annualmente a Novellara in ricordo dello scomparso frontman Augusto Daolio) per il suo impegno con ECPAT (End Child Prostitution, Pornography and Traffiking), associazione internazionale che opera contro lo sfruttamento sessuale delle bambine e dei bambini in vari Paesi asiatici.
Alla decima edizione del Premio Lunezia, nel 2005, Elisa viene decretata autrice dell'anno in riferimento al testo e alla musica di Una poesia anche per te, mentre nel novembre 2005 la cantautrice vince il Premio Videoclip Italiano, nella categoria artista femminile, per il video della stessa canzone, che Elisa stessa ha diretto.
Nel 2005 esce l'album di Ron Ma quando dici amore, in cui il cantante dornese è accompagnato da Elisa nel brano da cui l'album prende il titolo. Collabora inoltre con il gruppo art-rock monfalconese Jade, incidendo il singolo Opera (che comparirà nel disco d'esordio "In silence") e con Simona Bencini, che presenta al 56º Festival di Sanremo il brano Tempesta, la cui musica fu scritta da Elisa.
Verso la fine del 2005 Elisa realizza Swan, il tema portante della colonna sonora del film Melissa P di Luca Guadagnino. La canzone viene prodotta da Michele Centonze (produttore anche di Almeno tu nell'universo) e il singolo, uscito il 25 novembre, rimane per dieci settimane nella Top 10 dei dischi più venduti in Italia.
Nel 2006 viene pubblicato un altro singolo legato a un film, Teach Me Again, in cui la cantautrice duetta con Tina Turner. La canzone venne realizzata per il film All the Invisible Children, il quale arriva al festival del cinema di Venezia. Il singolo, che entra direttamente al primo posto in classifica, viene pubblicato anche in Europa e gli incassi provenienti dalla vendita vengono devoluti all'UNICEF.
Un'ulteriore occasione di collaborare con il mondo del cinema le è data da Lintver (nome di una piccola creatura mitologica, una sorta di folletto delle Valli del Natisone), un lungometraggio sperimentale pubblicato nel luglio 2006 dalla Numar Un di Alberto Zeppieri, per il quale Elisa cura l'intera colonna sonora, costituita per lo più da pezzi strumentali che hanno il compito di sostituire quelli che sarebbero i dialoghi in un normale film.

### Soundtrack '96-'06e altre raccolte (2006-2007)

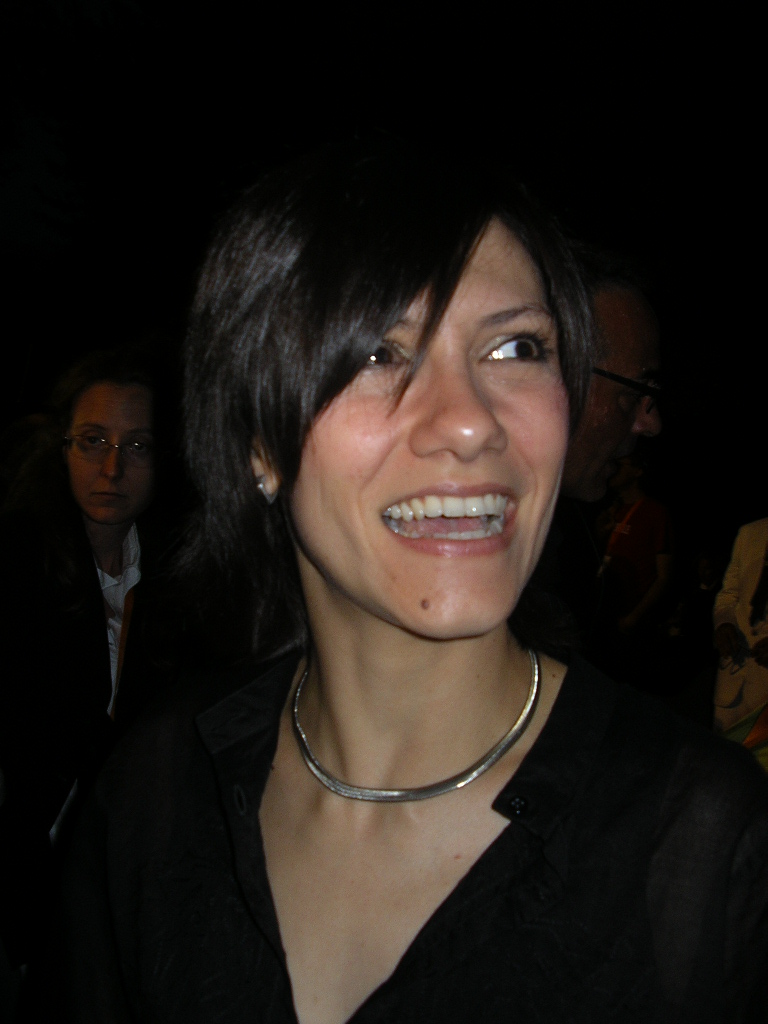
Elisa nel 2007

Per festeggiare i primi dieci anni di carriera, il 17 novembre 2006 venne pubblicato il primo greatest hits italiano della cantautrice, intitolato Soundtrack '96-'06, contenente molti dei suoi successi dagli esordi di Sleeping in Your Hand alla recente Swan, e anche quattro brani inediti, tutti usciti in radio. L'album è anticipato dal brano Gli ostacoli del cuore, scritto da Luciano Ligabue, che sarà il brano più trasmesso dalle radio di tutta Italia per più di tre mesi consecutivi, secondo la classifica Music Control. Per promuovere la raccolta, prima a gennaio, poi ad'aprile e infine durante l'estate 2007 si tiene il Soundtrack Live Tour, un tour che riscuote il tutto esaurito in tutte le sue date. Il tour termina il 24 settembre, a dieci anni esatti dallo showcase di presentazione di Pipes & Flowers, con una data speciale a Villa Manin a Codroipo (UD), dove Elisa aveva espresso il desiderio di esibirsi per motivi affettivi.
Soundtrack '96-'06 scala la classifica degli album più venduti, rimanendo tra il primo e il secondo posto per più di quindici settimane e diventando così il terzo album più venduto del 2006. Già il 2 dicembre 2006, in occasione dei Nickelodeon Kids' Choice Awards, Elisa viene premiata, per le prime 80.000 copie vendute, con il "Disco arancione". Il 2 marzo 2007 viene premiata da Pippo Baudo con il Disco di diamante per 500.000 copie vendute, in occasione della 57ª edizione del Festival di Sanremo, dove Elisa canta, come ospite, Luce (tramonti a nord est), Almeno tu nell'universo ed Eppure sentire (un senso di te). Il 6 giugno 2007 Elisa riceve quindi il Wind Music Award per le 600.000 copie vendute. Alla finalissima del Festivalbar 2007 vince un Premio Speciale per i dieci anni di carriera e per l'album Soundtrack '96-'06, primo in classifica dopo 40 settimane dall'uscita. È la prima artista femminile a vincere questo premio, che fu vinto solo cinque volte nelle 44 edizioni e che non veniva conferito dal 1998.
Il 5 luglio 2007 è ospite di Andrea Bocelli al Teatro del Silenzio di Lajatico, con il quale duetta nella canzone La voce del silenzio, esibendosi poi con il suo brano Dancing.
Nell'estate del 2007 esce Caterpillar, seconda raccolta internazionale di Elisa, che contiene una tracklist molto simile a Soundtrack '96-'06. L'album, anticipato dal singolo Stay, viene pubblicato tra agosto e settembre ed esce anche in Italia in edizione limitata.
Il 16 novembre esce il cofanetto Soundtrack '96-'06 Live contenente il primo CD dal vivo della cantautrice e il DVD del concerto tenuto al Mediolanum Forum di Assago a Milano durante il Soundtrack Live Tour 2007.
Nel novembre del 2007 la cantautrice vince inoltre il Premio Videoclip Italiano, nella categoria artista femminile, per il video di Eppure sentire (un senso di te) diretto da Giovanni Veronesi. Nella classifica redatta da MTV Top 100 of 2007 Elisa (assieme a Nelly Furtado, Linkin Park, Maroon 5, Mika e Avril Lavigne) è l'artista con più canzoni in classifica durante il 2007: si tratta dei singoli Gli ostacoli del cuore (posizione 49), Eppure sentire (un senso di te) (posizione 51) e Stay (arrivata al quarto posto). Inoltre è l'artista italiana che raggiunge la posizione più alta.

### Dancinge l'esordio negli Stati Uniti d'America (2008)

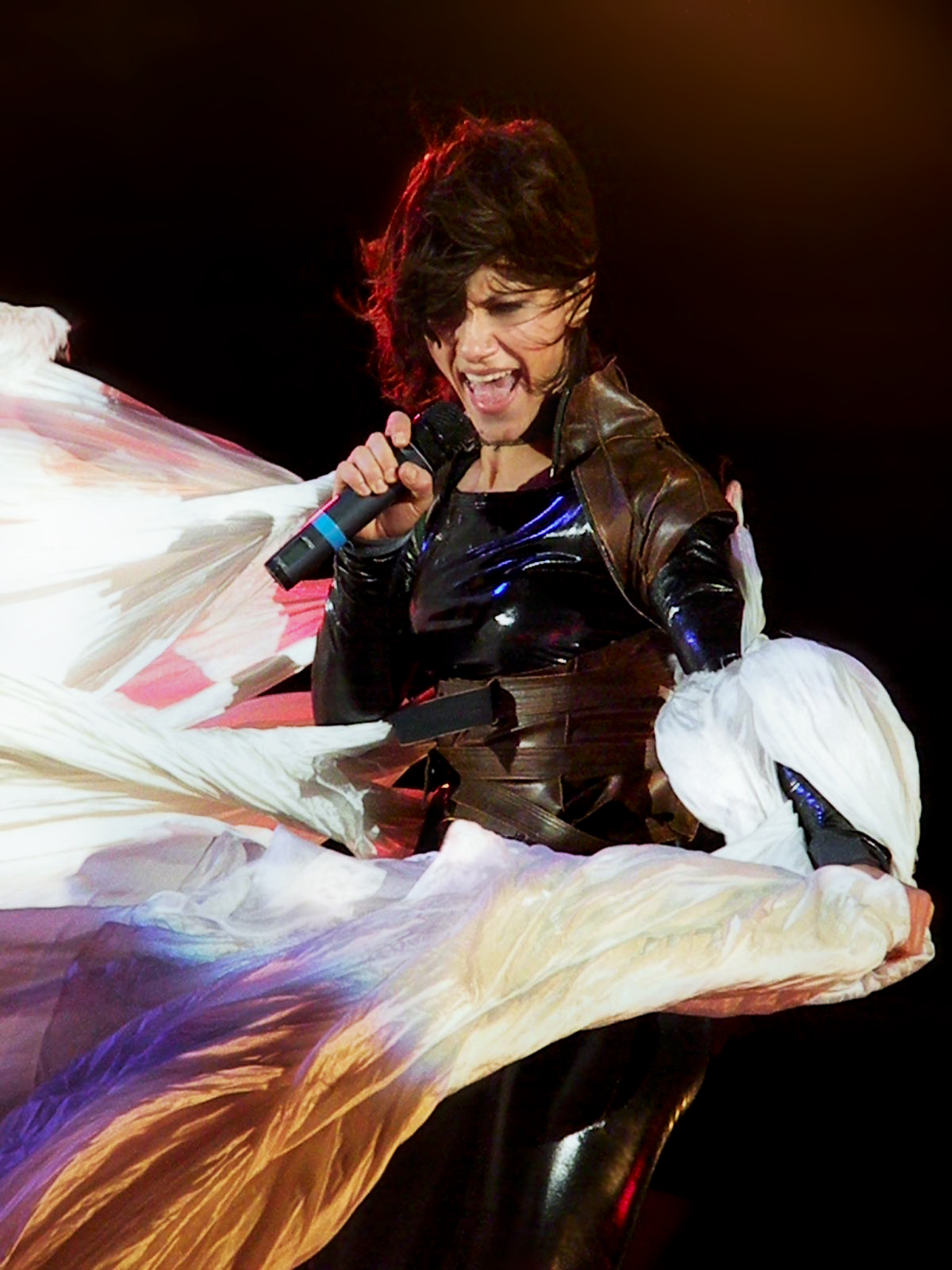
Elisa durante il Mechanical Dream Tour, Milano, 7 ottobre 2008

Ai Wind Music Awards dell'anno viene premiata per le vendite del CD/DVD platino Soundtrack Live '96-'06, dove si esibisce dal vivo con Stay.
Il 15 luglio 2008 viene pubblicato l'album Dancing, che il 25 agosto appare anche in Canada. L'uscita dell'album segue il successo della canzone Dancing, già in vendita su iTunes America sotto forma di EP, che aveva ottenuto un enorme riscontro per essere stata utilizzata in una coreografia del programma televisivo americano So You Think You Can Dance?.
Secondo un sondaggio della rivista Billboard l'album si è piazzato al 5º posto tra i migliori del 2008. Dall'album viene estratto come singolo Rainbow, che esce in un'inedita versione remixata da Glen Ballard. Per questo singolo viene realizzato anche un video, in cui si esibisce la ballerina statunitense Lacey Schwimmer, che insieme al suo partner aveva danzato sulle note di Dancing nel popolare programma americano. Dopo alcuni showcase estivi per emittenti radiofoniche americane e dopo l'esordio avvenuto l'8 aprile 2008 al Joe's Pub di New York, tempio della musica alternativa e rampa di lancio per molti artisti stranieri, il 29 ottobre inizia da Toronto US/Canada Fall Tour 2008, il primo tour in Nord America di Elisa, composto da sedici concerti in poco meno di un mese. Elisa e la sua band propongono al pubblico americano le canzoni contenute nell'album Dancing e alcuni pezzi di punta del suo repertorio. Questo tour nei club fa tappa, tra le altre città, a Montréal, Boston, New York, Filadelfia, Chicago, Denver, Salt Lake City, Los Angeles, San Francisco e si conclude a Seattle il 24 novembre.
Il 19 febbraio 2008 a Torino avviene la prima della versione italiana del musical rock Hair diretto da Giampiero Solari e di cui Elisa è direttrice artistica musicale; le varie tappe del musical ottengono successo in tutta Italia.
Nel maggio 2008 viene pubblicato da Rizzoli Un senso di me, libro in cui Elisa si racconta attraverso foto, commenti e pagine di diario.
Il 12 settembre 2008 debutta a Milano lo spettacolo multimediale Indeepandance ideato da Vittorio Cosma, Aldo Nove e i Masdebo, in cui è contenuto il brano Psychedelia composto da Elisa e dallo stesso Cosma; Elisa ha contribuito anche con alcuni elementi vocali.
Il tour nordamericano di Elisa è stato anticipato da tre date italiane dello show Mechanical Dream: il 20 settembre 2008 all'Arena di Verona (Elisa è la prima donna in concerto a esibirvisi), il 30 settembre al PalaLottomatica di Roma e il 7 ottobre al Mediolanum Forum di Assago. L'anno dopo lo show verrà premiato dalla rivista specializzata Sound&Lite come il migliore del 2008, mentre la sovrintendenza dell'Arena di Verona premierà Elisa per il migliore show non lirico ospitato nella stagione 2008.

### I progetti per l'Abruzzo (2009)

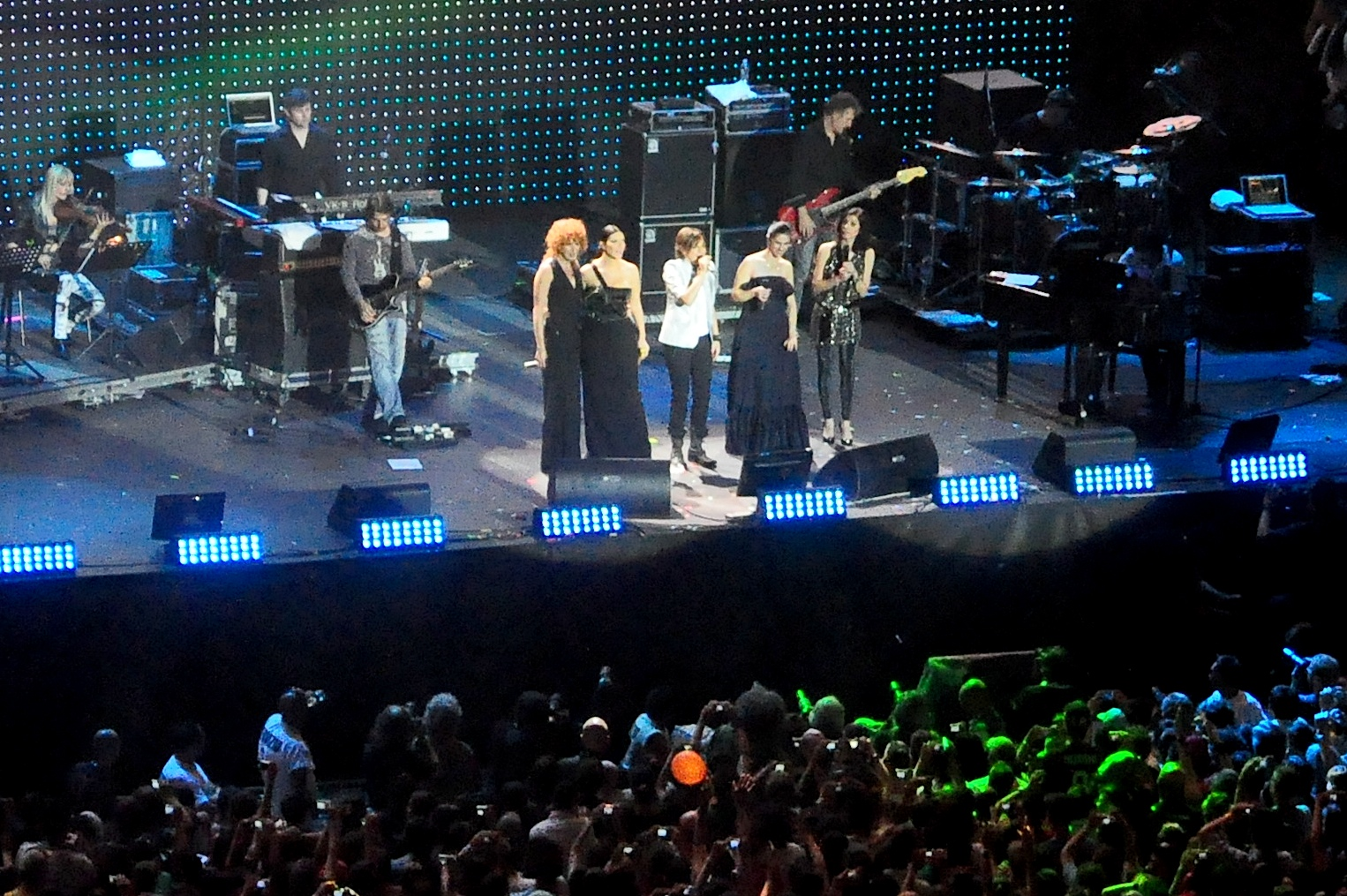
Fiorella Mannoia, Laura Pausini, Gianna Nannini, Elisa e Giorgia cantano Donna d'Onna durante il concerto Amiche per l'Abruzzo

Tra aprile e giugno del 2009 Elisa partecipa a due iniziative a favore della ricostruzione dell'Aquila a seguito del terremoto. Il 21 aprile 2009 partecipa alla registrazione del singolo Domani 21/04.2009 voluto da Jovanotti e da Giuliano Sangiorgi. Successivamente, il 21 giugno allo Stadio Giuseppe Meazza di Milano, è stata una delle madrine del concerto Amiche per l'Abruzzo insieme a Laura Pausini, Gianna Nannini, Fiorella Mannoia e Giorgia, progetto nato da un'idea della stessa Laura Pausini; al cast, composto da sole donne, hanno aderito centododici artiste italiane, di cui quarantasei si sono esibite sul palco.. Del mega concerto è stato anche realizzato un DVD uscito il 22 giugno 2010 a un anno di distanza dall'evento.
Il 15 luglio 2009 sono stati proclamati i vincitori dell'Elisa International Video Contest, ovvero un concorso che richiedeva ai partecipanti la realizzazione di un video da abbinare a una canzone di Elisa. La gara è stata vinta alla pari da due gruppi che hanno realizzato un video per Rock Your Soul e The Waves e, come stabilito in partenza, potranno assistere alla realizzazione di uno dei prossimi video della cantante e ne realizzaranno il backstage.
Il 12 ottobre 2009 si è conclusa un'asta benefica nella quale si vendeva un diario in cui Elisa ha annotato pensieri relativi alla gravidanza e al nuovo album. L'oggetto è stato acquistato per la somma di 2937 euro, che sono stati devoluti alla ONLUS di Gorizia Il Focolare.

### Heart(2009-2010)
Il 13 novembre 2009 viene pubblicato Heart, sesto album di inediti di Elisa, anticipato dal singolo Ti vorrei sollevare cantato con Giuliano Sangiorgi, in radio dal 16 ottobre. L'album contiene quattordici tracce e unisce canzoni rock quali Your Manifesto e Lisert, a melodie più pop come il duetto con Antony Hegarty Forgiveness. Nell'album è presente anche una reinterpretazione di Mad World dei Tears for Fears, che Elisa aveva già eseguito dal vivo durante il Mechanical Dream Tour.
L'album è prodotto da Elisa stessa e dal suo compagno Andrea Rigonat, chitarrista della band.

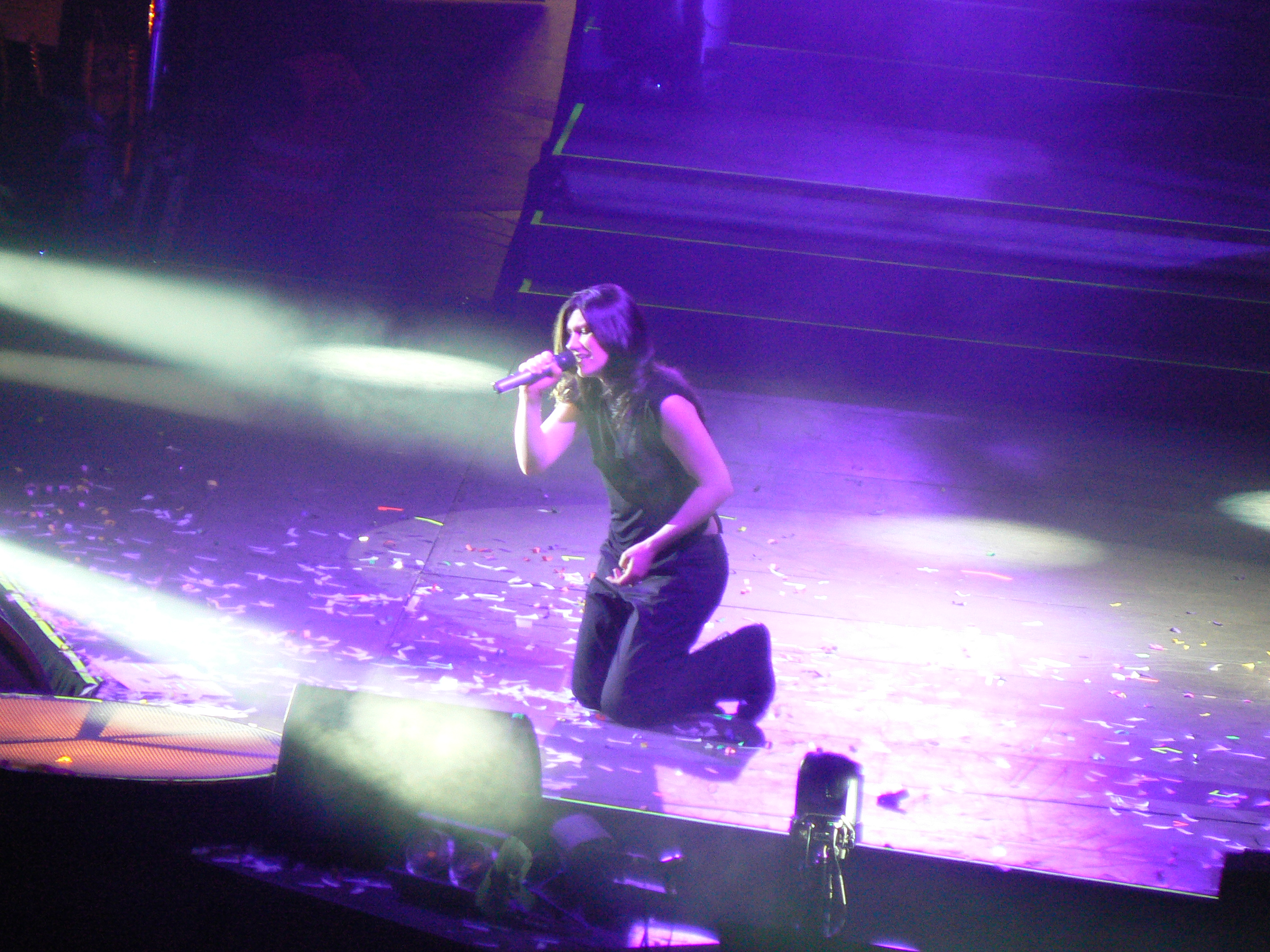
Elisa ad Assago (MI) per il tour di Heart il 14 maggio 2010

Il 19 dicembre 2009 sul sito della cantante viene pubblicato un video in cui Elisa duetta con la cantautrice statunitense Terra Naomi in una reinterpretazione del brano River di Joni Mitchell.
Il 18 febbraio 2010, alla terza serata del Festival di Sanremo, Elisa si presenta tra gli ospiti e canta il brano Canzone per te con cui Sergio Endrigo vinse il festival nel 1968, seguito da un medley composto dai brani Ti vorrei sollevare, Anche se non trovi le parole e Your Manifesto tratti dall'ultimo album. Successivamente canta Almeno tu nell'universo in duetto con Fiorella Mannoia.
Il 10 marzo 2010 è uscito l'album "No prisoners" del musicista e produttore discografico Gaudi, in cui Elisa appare sia come compositrice che come cantante nel brano "Brainwashed again".
Il 14 aprile 2010 parte da Conegliano il Heart Alive Tour, tournée con coreografie di Luca Tommassini.
Ai Wind Music Awards Elisa è stata premiata nella prima serata per le vendite di Ti vorrei sollevare nella categoria Digital Songs Platino, che ha poi eseguito dal vivo, nella seconda serata per le vendite di Heart, certificato "disco multiplatino", cantando poi l'ultimo singolo Someone to Love, mentre nella terza e ultima serata si è esibita sempre dal vivo con un medley costituito dai suoi brani This Knot e Your Manifesto e da Beat It di Michael Jackson, accompagnata da un'esibizione come quella eseguita nel Heart Alive Tour.
A un anno dal mega concerto Amiche per l'Abruzzo, il 21 giugno 2010, Elisa partecipa insieme con le altre madrine dell'evento Laura Pausini, Giorgia, Fiorella Mannoia e Gianna Nannini a una puntata speciale della trasmissione Matrix per presentare il DVD tratto dall'evento, in uscita il giorno seguente.
Il 6 agosto 2010 l'album Heart è stato pubblicato a livello internazionale su iTunes, in Italia, in Canada, Nuova Zelanda, Australia, Irlanda, Spagna, Portogallo, Giappone, Norvegia, Svezia, Finlandia, Danimarca e Grecia.
Il 30 agosto 2010 prende parte all'evento benefico Parole di Lulù, a Mazzano Romano, organizzato da Niccolò Fabi in occasione del compleanno della figlia Olivia, recentemente scomparsa. Il concerto ha come scopo la raccolta fondi per un ospedale pediatrico in Angola. Elisa condivide il palco con Jovanotti, Fiorella Mannoia, Giuliano Sangiorgi, Paola Turci, Marina Rei, Cristina Donà, Claudio Baglioni, Gianni Morandi, Max Gazzè e tantissimi altri nomi della musica indipendente italiana.
Nel mese di ottobre 2010 Elisa partecipa, insieme a Negrita, Ludovico Einaudi, Roy Paci & Aretuska, Le Blanche Alchemie, all'evento "(H)it Week", uno spettacolo dedicato alla musica italiana contemporanea che si tiene negli Stati Uniti.
Il 16 novembre 2010 è uscito l'album Casa 69 dei Negramaro, in cui Elisa duetta nuovamente con Giuliano Sangiorgi nel brano Basta così.

### Ivy(2010-2011)
Il 30 novembre 2010 è stato pubblicato un nuovo album di Elisa, Ivy. Come Lotus, il disco si compone di diverse rivisitazioni di lavori precedenti della cantautrice, cover e brani inediti arrangiati in chiave acustica. Ivy comprende anche un film-documentario girato in Trentino-Alto Adige in cui Elisa illustra il senso del disco ripercorrendo la sua carriera e il lavoro compiuto per la realizzazione del progetto. La pubblicazione dell'album è stata anticipata dal singolo inedito Nostalgia, in lingua inglese. All'interno di Ivy, è contenuta anche una reinterpretazione del classico della cantante francese Camille Pour que l'amour me quitte eseguita insieme alla collega Giorgia; Elisa aveva già proposto la cover del brano dal vivo durante il suo Heart Alive Tour alcuni mesi prima. A supporto dell'album è stato intrapreso un nuovo tour tra marzo e maggio 2011.
Alla fine di maggio del 2011 Elisa è stata premiata nella nuova edizione dei Wind Music Awards per il disco di platino vinto da Ivy. Nell'estate del 2011 Elisa ha cantato in due concerti dal vivo: il primo per Legambiente a Rispescia, nel Parco della Maremma toscana, e l'altro a Cividale del Friuli, per festeggiare l'ingresso della cittadina friulana nel Patrimonio dell'UNESCO, devolvendo l'incasso alla causa dei bambini soldato. Il 9 settembre 2011 Elisa insieme a Fiorella Mannoia, Paola Turci e Casa del vento prende parte a un concerto gratuito a Firenze durante l'incontro nazionale di Emergency. Alla fine del 2011 Elisa firma, insieme a Roberto Casalino, l'inedito Distratto che porta Francesca Michielin alla vittoria della quinta edizione di X Factor Italia.

### Nuove colonne sonore, il ritorno in Nord America e nuove collaborazioni (2011-2013)

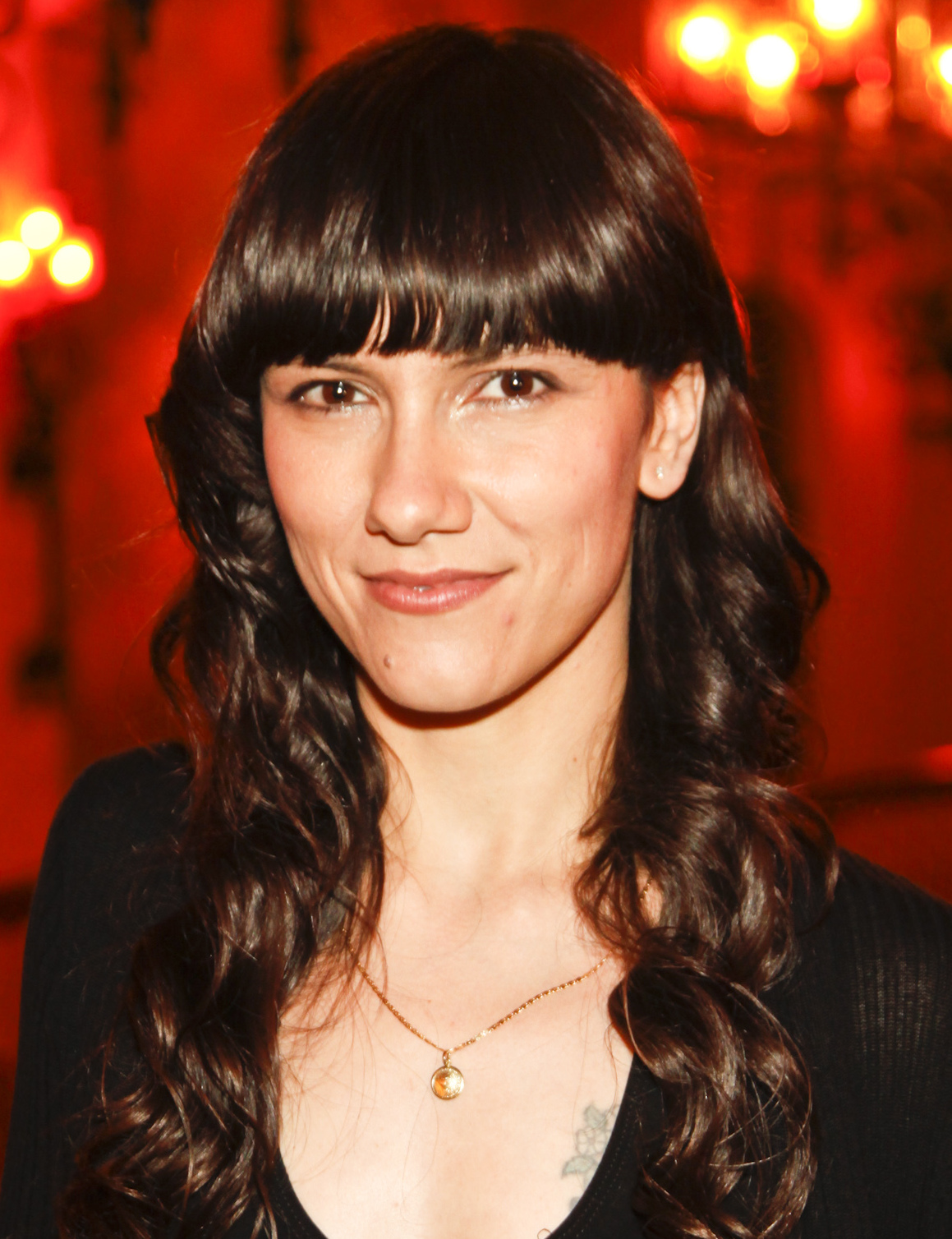
Elisa al Miami International Film Festival nel 2012

Sempre nel 2011 Elisa ha collaborato con il compositore Andrea Guerra per la colonna sonora di Un giorno questo dolore ti sarà utile, film presentato al festival del cinema di Roma il 2 novembre 2011. Tra i nuovi brani è uscito il singolo Love Is Requited, che funge da apripista per la colonna sonora ma anche per la nuova raccolta nordamericana Steppin' on Water. Il brano vince il Nastro d'argento alla migliore canzone originale.
Il 1º maggio 2012 partecipa al tradizionale concerto con cover di Jumpin' Jack Flash dei Rolling Stones e Strawberry Fields Forever dei Beatles. Dal 14 al 16 maggio 2012 è ospite fisso del programma televisivo Quello che (non) ho cantando i brani Father and Son di Cat Stevens, One degli U2, Bridge over Troubled Water di Simon & Garfunkel, Hallelujah di Leonard Cohen, Redemption Song di Bob Marley, Knockin' on Heaven's Door di Bob Dylan e Wonderful World di Sam Cooke.
Nel luglio del 2012 collabora al libro di favole Storie dei Cinque Elementi, facendo da narratrice alla fiaba Galanthus e la farfalla perfetta in uno dei due CD allegati. Ad agosto 2012 firma il singolo Sola per Francesca Michielin, e altri brani inclusi nel suo album di debutto Riflessi di me.
Il 22 settembre 2012 Elisa prende parte al concerto di beneficenza Italia Loves Emilia a Campovolo insieme a Ligabue, Jovanotti, Zucchero Fornaciari, Tiziano Ferro, Giorgia, i Negramaro, Fiorella Mannoia, i Litfiba, i Nomadi, Renato Zero, Biagio Antonacci e Claudio Baglioni. Elisa canta Madre dolcissima con Zucchero e Fiorella Mannoia, Labyrinth come solista, Ti vorrei sollevare con i Negramaro, Via le mani dagli occhi con l'aggiunta di Jovanotti e Gli ostacoli del cuore con Ligabue. L'evento riempie quasi tutto l'aeroporto di Campovolo vendendo circa 151.000 biglietti.
Alla fine di novembre del 2012 viene rivelato che Elisa ed Ennio Morricone hanno scritto una canzone (dal titolo Ancora qui) per il nuovo film di Quentin Tarantino Django Unchained. Il brano ha fatto parte delle settantacinque canzoni tra cui sono state scelte quelle candidate all'Oscar alla miglior canzone originale.
Il 6 dicembre 2012 annuncia di essere incinta del suo secondo figlio e che il prossimo album e il nuovo tour sono previsti rispettivamente per settembre e dicembre 2013. Sebastian Rigonat nasce il 20 maggio 2013.
Il 4 gennaio 2013 il rapper Fabri Fibra rivela la presenza nel suo album Guerra e pace di una collaborazione con Elisa, intitolata Dagli sbagli si impara. Elisa compone inoltre la colonna sonora del film di Giovanni Veronesi L'ultima ruota del carro, uscito nel novembre 2013. Ha partecipato anche all'album Fisico & politico di Luca Carboni, nel brano Vieni a vivere con me. Il brano Dancing viene usato nel film A Time for Dancing.

### L'anima vola(2013-2015)
Ad anticipare l'uscita del nuovo album, L'anima vola, è il singolo omonimo, pubblicato nei negozi digitali il 27 agosto 2013 e certificato disco di platino.
Il 15 ottobre 2013 viene pubblicato L'anima vola, ottavo album di inediti di Elisa e primo suo album interamente cantato in italiano. Figurano un incontro vocale con Tiziano Ferro in E scopro cos'è la felicità, il cui testo è stato scritto dallo stesso Ferro, e la partecipazione in veste di autori di Ligabue in A modo tuo, di Giuliano Sangiorgi in Ecco che e di Ennio Morricone, compositore di Ancora qui, brano facente parte della colonna sonora del film di Quentin Tarantino Django Unchained, del cui testo Elisa è autrice. Il 24 ottobre alla prima settimana di uscita, l'album si piazza in testa alla Classifica FIMI Album; l'anno 2013 si chiude con la certificazione di disco di platino per L'anima vola.
I singoli estratti sono stati L'anima vola, Ecco che, Un filo di seta negli abissi, Pagina bianca, Maledetto labirinto e A modo tuo.
Nel 2014 Elisa partecipa a molti eventi tra cui il concerto dell'Americana Tour di Zucchero Fornaciari al Madison Square Garden Theatre di New York duettando con lui in Luce (tramonti a nord est) e Blue, e al Radio Italia Live 2014, insieme a Laura Pausini, i Negramaro e altri.
Il 27 settembre 2014 Elisa tiene un concerto all'Arena di Verona per concludere e festeggiare il successo del disco e della prima parte del tour, svoltosi nei più grandi palazzetti dello sport d'Italia nel marzo 2014, tra cui due date sold out al Mediolanum Forum di Milano, una al Palaolimpico di Torino, una al PalaLottomatica di Roma, una al PalaGeorge di Brescia, con ospite Francesco Renga, e una all'Unipol Arena di Bologna, con ospite Giuliano Sangiorgi dei Negramaro e dove è stato girato un DVD. Il DVD accompagna l'edizione deluxe di L'anima vola, uscita il 17 novembre 2014 che contiene anche due cover (One degli U2 e Bridge over Troubled Water di Simon & Garfunkel) e tre brani inediti.
Il 30 settembre 2014 è uscito il nuovo album di Fedez, Pop-Hoolista, contenente tra i vari duetti quello con Elisa nel brano omonimo.
Nel 2015 Elisa è il direttore artistico della squadra blu nel programma Amici di Maria De Filippi. Il 19 maggio dello stesso anno i The Kolors, band che fa parte della sua squadra e vincitrice della categoria canto (vincitori anche del premio della critica), pubblicano il loro nuovo album Out, contenente un duetto proprio con Elisa nel brano Realize. Inoltre la squadra di Elisa porta anche la vittoria della categoria ballo, vinto dalla ballerina Virginia Tomarchio.
Il 7 ottobre dello stesso anno è stata ospite insieme a Emma della seconda puntata dello show televisivo Capitani coraggiosi di Gianni Morandi e Claudio Baglioni esibendosi con questi ultimi nelle note finali di E tu e poi in Ma chi se ne importa e Si può dare di più. Nel 2016 viene riconfermata con direttrice artistica della squadra bianca della quindicesima edizione di Amici insieme a Emma.

### OneSoundtrack '97-'17(2016-2017)
Il 15 gennaio 2016 viene pubblicato il singolo inedito No Hero, il primo singolo che ha anticipa il suo album, (il secondo singolo scelto sarà Love me forever, il terzo singolo estratto dall'album è Bruciare per te). Il 12 febbraio, superospite della quarta serata del Festival di Sanremo, aveva confermato il titolo del suo nuovo album, On, in uscita il 25 marzo. Nello stesso anno duetta in E la luna bussò con Loredana Bertè, nel suo album Amici non ne ho... ma amiche sì! e con Gianluca Grignani in Destinazione Paradiso nell'album Una strada in mezzo al cielo. Nel 2016 ha doppiato per la prima volta in un film d'animazione, Trolls (Dreamworks), in cui dà la voce al personaggio Principessa Poppy. L'8 novembre 2016 parte il suo On Tour dalla città di Jesolo e termina il 7 dicembre 2016 ad Acireale. La data del 26 novembre al Mediolanum Forum di Milano viene registrata e trasmessa in TV il 12 gennaio 2017. Nel marzo 2017 viene riconfermata come direttore artistico della squadra blu nel serale della sedicesima edizione di Amici. La squadra di Elisa porta la vittoria della categoria canto, vinto dal cantante Riccardo Marcuzzo e anche dell'intero programma vinto dal ballerino Andreas Müller.
Il 1º settembre 2017 è uscito Soundtrack '97-'17, il cofanetto che celebra i 20 anni di carriera di Elisa. Durante una delle puntate del serale di Amici 16 Elisa ha annunciato che nel corso delle quattro serate-evento tutte sold out, in programma a settembre all'Arena di Verona, per celebrare il ventennale di carriera presenterà il suo nuovo singolo inedito, dal titolo 20 Years. La cantante ha poi dichiarato di avere cambiato il titolo del brano che sarà Yours to Keep. Riguardo al nuovo album (previsto inizialmente a ottobre 2017 e poi posticipato nel 2018), Elisa ha dichiarato di avere preparato brani in inglese e in italiano collaborando anche con autori come Tropico, Tommaso Paradiso e Calcutta. Partecipa vocalmente al brano Piccola anima, quarto estratto dall'album Vietato morire di Ermal Meta.
Dal 12 settembre alle 21 fino al 17 settembre è stato possibile scaricare gratuitamente il doppio singolo Ogni istante/Yours to Keep tramite un codice scritto sui biglietti delle quattro serate all'Arena di Verona e per gli iscritti al FanClub. Il doppio singolo è stato infine pubblicato per il download digitale il 22 settembre e in formato 7" il 23 ottobre in occasione della Amazon Vinly Week.
Il 3 ottobre 2017 viene trasmesso uno speciale sulle 4 serate del Together Here We Are su Canale 5.

### Diari aperti, Disney e collaborazioni (2018-2021)

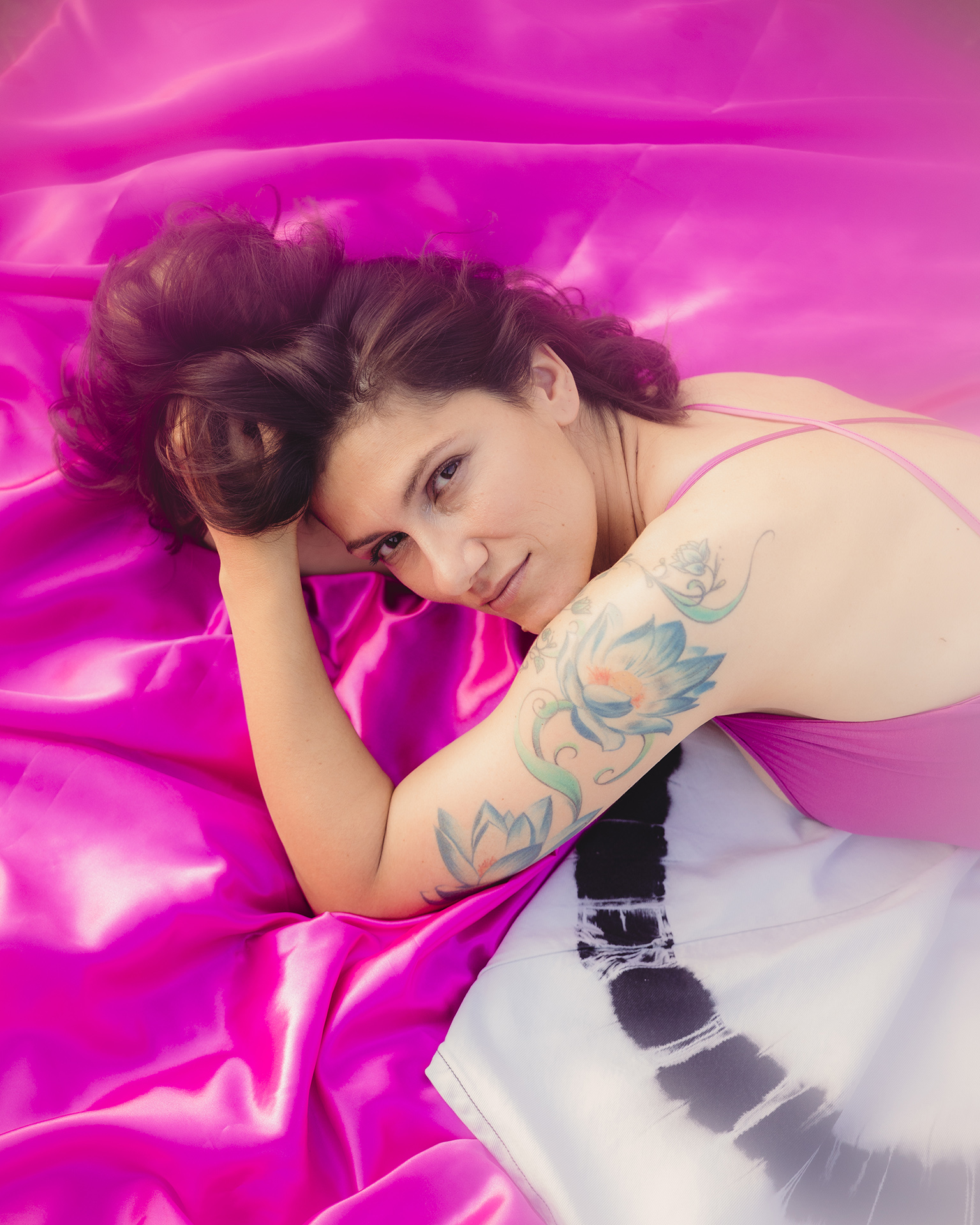
Elisa nel 2020

Il 22 febbraio 2018 annuncia un nuovo tour europeo e nel Regno Unito: l'European Tour 2018. Il 13 aprile viene pubblicato il nuovo singolo Will We Be Strangers presentato in anteprima l'8 aprile nel concerto tenutosi a Londra, disponibile esclusivamente per le piattaforme di streaming digitale.
Il 12 settembre viene presentato in anteprima al TG1 il videoclip del nuovo brano Quelli che restano in duetto con Francesco De Gregori che anticipa l'uscita del nuovo album, Diari aperti, secondo album interamente in lingua italiana di Elisa dopo L'anima vola, nonché il primo in uscita per la Universal Music Italia. Il 28 settembre viene pubblicato il brano Se piovesse il tuo nome, scritto da Calcutta, secondo singolo di Diari aperti, che ottiene un grande successo radiofonico restando in vetta alle classifiche per ben nove settimane. Il 15 ottobre pubblica in esclusiva sulle piattaforme digitali il brano promozionale Promettimi, mentre l'album Diari aperti viene infine pubblicato il 26 ottobre 2018 seguito da una serie di sessioni acustiche in varie città italiane dove la cantante racconta il nuovo album. Se piovesse il tuo nome viene poi reinterpretato in una versione speciale cantata insieme a Calcutta. Nello stesso anno collabora in una traccia dell'album Fino a qui dei Tiromancino e nell'album di cover di Giorgia nel brano Gli ostacoli del cuore, dove Elisa sostituisce i versi cantati nell'originale da Luciano Ligabue. È inoltre presente nell'album Duets Forever - Tutti cantano Cristina, dove reinterpreta con Cristina D'Avena il brano Memole dolce Memole.
Nel febbraio del 2019 Elisa si esibisce alla 69ª edizione del Festival di Sanremo in qualità di superospite. Canta Anche fragile, terzo singolo del suo ultimo album, e Vedrai vedrai di Tenco in duetto con Claudio Baglioni. Dal 18 marzo 2019 inizia il Diari Aperti Live nei Teatri, tour in promozione del nuovo album che toccherà le principali città italiane. Successivamente annuncia il proseguimento del tour in Europa, toccando Germania, Norvegia, Svizzera e Regno Unito.
Ha preso parte alle registrazioni del primo singolo intitolato Blu dell'album del rapper Rkomi, pubblicata l'8 marzo 2019. Viene confermata la partecipazione al film di animazione Dumbo - live action della Disney diretto da Tim Burton. La cantante presta voce al personaggio Mis Atlantis e interpreta il brano del film Baby Mine, disponibile sulle piattaforme digitali dal 29 marzo 2019. Il primo maggio 2019 esce il quarto estratto Vivere tutte le vite, con la partecipazione di Carl Brave.
Il 7 giugno esce Secret Diaries, un EP disponibile solo in vinile e sulle piattaforme digitali e che comprende quattro brani inediti in inglese e la versione in inglese di Con te mi sento così, brano già lanciato in italiano in Diari aperti. Annuncia inoltre una collaborazione con il gruppo statunitense Imagine Dragons con il brano Birds contenuto nell'album della band Origins. La cantante viene scelta nuovamente dalla Walt Disney per il doppiaggio del film di animazione Il Re Leone - live action in uscita in Italia il 21 agosto 2019. Elisa doppierà Nala, a cui nell'originale da voce la pop-star Beyoncé, e canterà insieme a Marco Mengoni, che da voce a Simba, il brano Can You Feel the Love Tonight (L'amore è nell'aria stasera). Il 17 settembre successivo pubblica il quinto singolo Tua per sempre e scrive il brano Mascara per il sesto album Fortuna di Emma.
La cantante annuncia che il 15 novembre 2019 sarebbe uscito un doppio album Diari aperti (Segreti Svelati) con complessivamente 21 tracce derivanti dal decimo album Diari Aperti e l'EP Secret Diaries. Nel progetto, oltre alle collaborazioni precedenti con Calcutta, Carl Brave e Francesco De Gregori, altri i brani vengono ripubblicati con Carmen Consoli, Brunori Sas e Rkomi. Inoltre sono inserite tre nuove tracce in italiano e due in inglese. Il primo brano pubblicato l'8 novembre 2019 è Blu Part II, nato dalla precedente Blu sempre insieme al rapper Rkomi. Lo stesso giorno esce anche Note di viaggio - Capitolo 1: venite avanti... di Francesco Guccini e Mauro Pagani, nel quale la cantautrice viene chiamata a reinterpretare il brano Auschwitz.
Il 6 marzo 2020 il rapper Marracash pubblica un nuovo singolo Neon - Le ali, dall'album Persona, con il featuring di Elisa. La collaborazione raggiunge la Top5 della classifica FIMI. Il 10 aprile 2020 pubblica Andrà tutto bene con Tommaso Paradiso, brano nato durante la quarantena dovuta alla Pandemia di COVID-19. Il 20 novembre 2020 viene pubblicato il terzo singolo dell'anno che vede la partecipazione della cantante, Volente o nolente, il cui artista è questa volta Luciano Ligabue, del cui album 7 è il secondo estratto. Nel 2021, oltre ad annunciare di essere al lavoro su un nuovo album in studio, partecipa al singolo di Mahmood Rubini, estratto dall'album Ghettolimpo.
A sostegno di Save the Children, il 15 marzo 2021 Elisa organizza un concerto senza pubblico al Colosseo, in occasione dei dieci anni dall'inizio della guerra in Siria. Il concerto è stato introdotto dalla voce narrante della giovane attrice Cristina Magnotti, con un monologo sull'infanzia rubata ai bambini siriani.

### Il ritorno a Sanremo eRitorno al futuro/Back to the Future(2021-2023)
Il 24 novembre 2021 viene pubblicato il singolo Seta, primo estratto dall'undicesimo album di inediti della cantante. Un mese più tardi, la cantante ha annunciato che il nuovo disco si sarebbe intitolato Ritorno al futuro/Back to the Future e sarebbe stato pubblicato il 18 febbraio 2022; il progetto consiste in un doppio album di inediti, di cui una parte in italiano e l'altra in inglese. Il 21 gennaio 2022 vengono resi disponibili i singoli promozionali A tempo perso e Show's Rollin'. Nel progetto discografico sono presenti un totale di venticinque brani scritti e composti dalla cantautrice assieme a numerosi autori e compositori, tra cui Tropico, Dardust, Andrea Rigonat, Calcutta, Takagi & Ketra, Franco126, Jessica Childress e Stephen Aiello. Per la produzione dei brani vi è la partecipazione di Sixpm, DRD, Zef, Mace, Shablo, Don Joe e Venerus. Nel progetto vi sono inoltre tre collaborazioni rispettivamente con Rkomi, Jovanotti ed una tutta al femminile con Giorgia, Elodie e Roshelle. Parallelamente la cantante torna a collaborare con Zucchero Fornaciari, per l'album Discover.
Nel dicembre 2021 Elisa interpreta la canzone Alice! per l'omonimo spettacolo scritto e diretto da Simone Ferrari e Lulu Helbaek, composta da John Metcalfe.
Sempre nel dicembre 2021 viene confermata al TG1 la partecipazione di Elisa al Festival di Sanremo 2022; il successivo 15 dicembre viene rivelato che il brano in gara sarebbe stato O forse sei tu. Si tratta della sua seconda partecipazione alla kermesse, a ben 21 anni di distanza dalla vittoria del 2001. Acclamato dalla critica, il brano viene presentato durante la seconda serata della manifestazione, aggiudicandosi il primo posto nella classifica generale stilata dalla giuria della sala stampa. Al termine della manifestazione il brano ha raggiunto il podio, posizionandosi al secondo posto della classifica finale (dietro a Brividi di Mahmood e Blanco) e venendo riconosciuto con il Premio "Giancarlo Bigazzi" alla miglior composizione musicale. In tal modo, Elisa si è assicurata il raggiungimento della finalissima in entrambe le edizioni del Festival a cui ha preso parte.
L'11 febbraio 2022 viene pubblicato come singolo promozionale Quello che manca, in collaborazione con Rkomi. Il brano, scritto e composto da Elisa e Rkomi con la produzione di Sixpm, è la terza collaborazione tra i due artisti, dopo Blu, contenuto in Dove gli occhi non arrivano del rapper, e Blu Part II, presente nella riedizione di Diari aperti della cantautrice. Al momento della sua pubblicazione, Ritorno al futuro/Back to the Future debutta direttamente al vertice della classifica degli album italiana, regalando alla cantante il suo quarto disco numero uno in madrepatria. Il 9 marzo 2022 Elodie pubblica il singolo Bagno a mezzanotte, composto per lei da Elisa, la quale aveva scritto anche il suo precedente singolo solista Vertigine. Il 6 maggio 2022 viene pubblicato come terzo estratto dall'album di Elisa il brano Litoranea in una versione inedita registrata insieme a Matilda De Angelis.
Da fine giugno 2022 Elisa è impegnata a promuovere il nuovo album attraverso un tour che si estenderà per tutta Italia fino al settembre successivo: il Back to the Future Live Tour. Il tour, che supporta l'iniziativa sostenibile Music for the Planet finalizzata alla messa a dimora di alberi in diverse aree italiane, viene anticipato da tre concerti tenuti dall'artista presso l'Arena di Verona a fine maggio nell'ambito dell'annuale Heroes Festival. L'11 giugno 2022 si è esibita nel corso del concerto benefico contro la violenza sulle donne Una. Nessuna. Centomila tenutosi a Campovolo a Reggio Emilia, assieme a Laura Pausini, Giorgia, Emma, Alessandra Amoroso, Fiorella Mannoia e Gianna Nannini.
Per celebrare la conclusione del tour, viene messo in commercio l'album dal vivo Back to the Future Live, la cui pubblicazione viene scandita attraverso la pubblicazione di tre volumi tra settembre e novembre. In autunno, Elisa è stata anche ospitata da Andrea Bocelli durante le date di Londra e Dublino del suo tour per poi avviare lei stessa un tour europeo nel mese di ottobre successivo; inoltre ha collaborato con Matthew Bellamy, frontman del noto gruppo dei Muse, alla reinterpretazione del loro brano Ghosts (How Can I Move On). Oltre ai due tour, Elisa ne conduce un terzo destinato esclusivamente ai teatri italiani, An Intimate Night, che ha avuto inizio a Trieste il 1º dicembre 2022 e si concluderà a febbraio 2023 per un totale di quindici spettacoli. Il concerto tenuto il 10 dicembre al Teatro degli Arcimboldi di Milano è stato trasmesso il 5 gennaio 2023 in prima serata su Rai 2. A gennaio 2023, poche settimane prima della conclusione del tour nei teatri, Elisa conferma che il medesimo formato utilizzato per An Intimate Night sarebbe stato riproposto in un doppio spettacolo a giugno preso l'Arena di Verona: il progetto prende il nome di An Intimate Arena.
Il 24 novembre 2023 viene pubblicato l'inedito Quando nevica, scritto in collaborazione con gli artisti Calcutta e Dardust, che anticipa la sua terza raccolta ufficiale Intimate - Recording at Abbey Road Studios messa in commercio l'8 dicembre seguente. La settimana seguente Elisa è stata impegnata in un doppio concerto natalizio presso il Mediolanum Forum di Assago (An Intimate Christmas, il quale viene filmato e trasmesso in prima serata la vigilia di Natale su Canale 5 con il titolo di Elisa Buon Natale anche a te.

### Nuovo album e primo San Siro (2024-presente)
Il 15 novembre 2024 pubblica il singolo solista Dillo solo al buio, primo estratto dall'album di prossima pubblicazione. Ad esso ha fatto seguito, il 13 giugno 2025, Sesso debole.
Tra ottobre e novembre 2024 collabora rispettivamente con Andrea Bocelli nel brano Rimani qui, singolo estratto dalla raccolta Duets (30th Anniversary) del tenore, e con Cesare Cremonini nel brano Aurore boreali, contenuto nell'album di lui Alaska Baby. L'11 aprile 2025 viene pubblicato il singolo Nonostante tutto con Cremonini come terzo estratto dall'album del cantautore.
Il 18 giugno 2025 tiene un concerto-evento a San Siro, il suo primo in uno stadio italiano, che ha richiamato oltre 54 000 spettatori. Lo spettacolo ha avuto una durata di tre ore, ha enfatizzato la sostenibilità (palco alimentato a biofuel) e ha visto come ospiti Jovanotti, Cesare Cremonini, Giorgia, Giuliano Sangiorgi, Ligabue e Dardust con i quali Elisa ha duettato.

## Vita privata
Nel 2001 ha avuto una relazione con Giorgio Pasotti, attore e atleta marziale protagonista con lei del videoclip di Luce (tramonti a nord est). Nel 2008 ha iniziato una relazione con Andrea Rigonat, il chitarrista della sua band, con cui ha avuto due figli: Emma Cecile, nata il 22 ottobre 2009, e Sebastian, nato il 20 maggio 2013. La coppia si è sposata sabato 5 settembre 2015 a Grado, nella basilica di Sant'Eufemia.

## Stile e influenze musicali

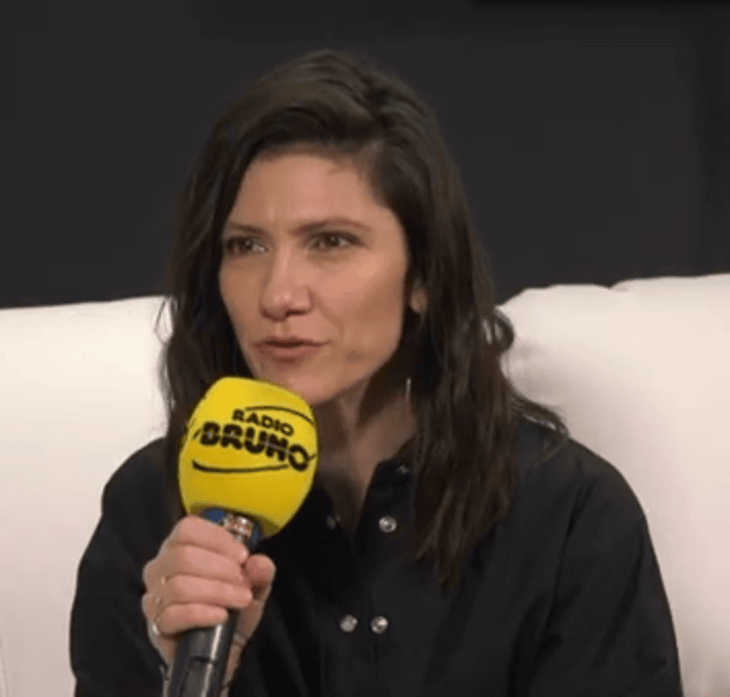
Elisa nel 2019

Elisa, in varie interviste nel corso degli anni, ha dato diverse motivazioni alla scelta di esprimersi nella lingua inglese. All'inizio della carriera ha affermato che l'inglese era una lingua più musicale e più facile da usare rispetto all'italiano e soprattutto che, essendo la lingua dei suoi idoli musicali, le veniva più naturale utilizzarla. Negli ultimi anni, oltre a confermare quanto affermato precedentemente, ha rivelato anche che cantare in una lingua straniera le permetteva di non essere immediatamente capita dalle persone che le erano vicine (in particolare i genitori), cosa che costituiva una specie di guscio protettivo reso necessario da una certa timidezza, e che, al contrario, quando canta in italiano lo fa proprio perché desidera che il messaggio arrivi subito al destinatario. Al suo debutto nella scena musicale italiana questa scelta venne definita «inedita e azzardata», «una stravaganza» e «un'ostinazione».
Elisa ha affermato spesso che la sua casa discografica, nella persona di Caterina Caselli, ha tentato molte volte di convincerla a cantare in italiano fin dall'inizio della sua carriera, e che il primo a credere nella scelta dell'inglese fu Corrado Rustici, produttore del suo primo e terzo album. Il timore della casa discografica riguardava un eventuale insuccesso nelle vendite che poi è stato ampiamente smentito dai tre dischi di platino conquistati da Pipes & Flowers. Dopo la vittoria a Sanremo 2001 si pensava che la cantante potesse passare del tutto alla lingua italiana, passaggio che però non avvenne. L'inglese è sempre rimasto la lingua principale usata da Elisa, anche se, in particolare dal 2005 in poi, numerosi singoli di grande successo sono stati pubblicati in italiano e diversi album pubblicati contengono tracce in entrambe le lingue.
Nonostante la sua musica sia principalmente descritta come pop rock e alternative rock nel suo repertorio ha anche attinto da generi quali trip hop e dance, e alcuni suoi lavori sono influenzati da post-grunge, soul, indie rock, alternative dance, soft rock. Specialmente agli esordi fu paragonata dalla critica ad Alanis Morissette per lo stile vocale e a Björk per l'approccio musicale.

## Discografia

### Album in studio
- 1997 – Pipes & Flowers
- 2000 – Asile's World
- 2001 – Then Comes the Sun
- 2003 – Lotus
- 2004 – Pearl Days
- 2009 – Heart
- 2010 – Ivy
- 2013 – L'anima vola
- 2016 – On
- 2018 – Diari aperti
- 2022 – Ritorno al futuro/Back to the Future

### Album dal vivo
- 2007 – iTunes Festival: London - Elisa (Live)
- 2007 – Soundtrack '96-'06 Live
- 2022 – Back to the Future Live

### Raccolte
- 2002 – Elisa
- 2006 – Soundtrack '96-'06
- 2007 – Caterpillar
- 2008 – Dancing
- 2012 – Steppin' on Water
- 2017 – Soundtrack '97-'17
- 2023 – Intimate - Recording at Abbey Road Studios

### Colonne sonore
- 2012 – Un giorno questo dolore ti sarà utile (con Andrea Guerra)

## Tournée

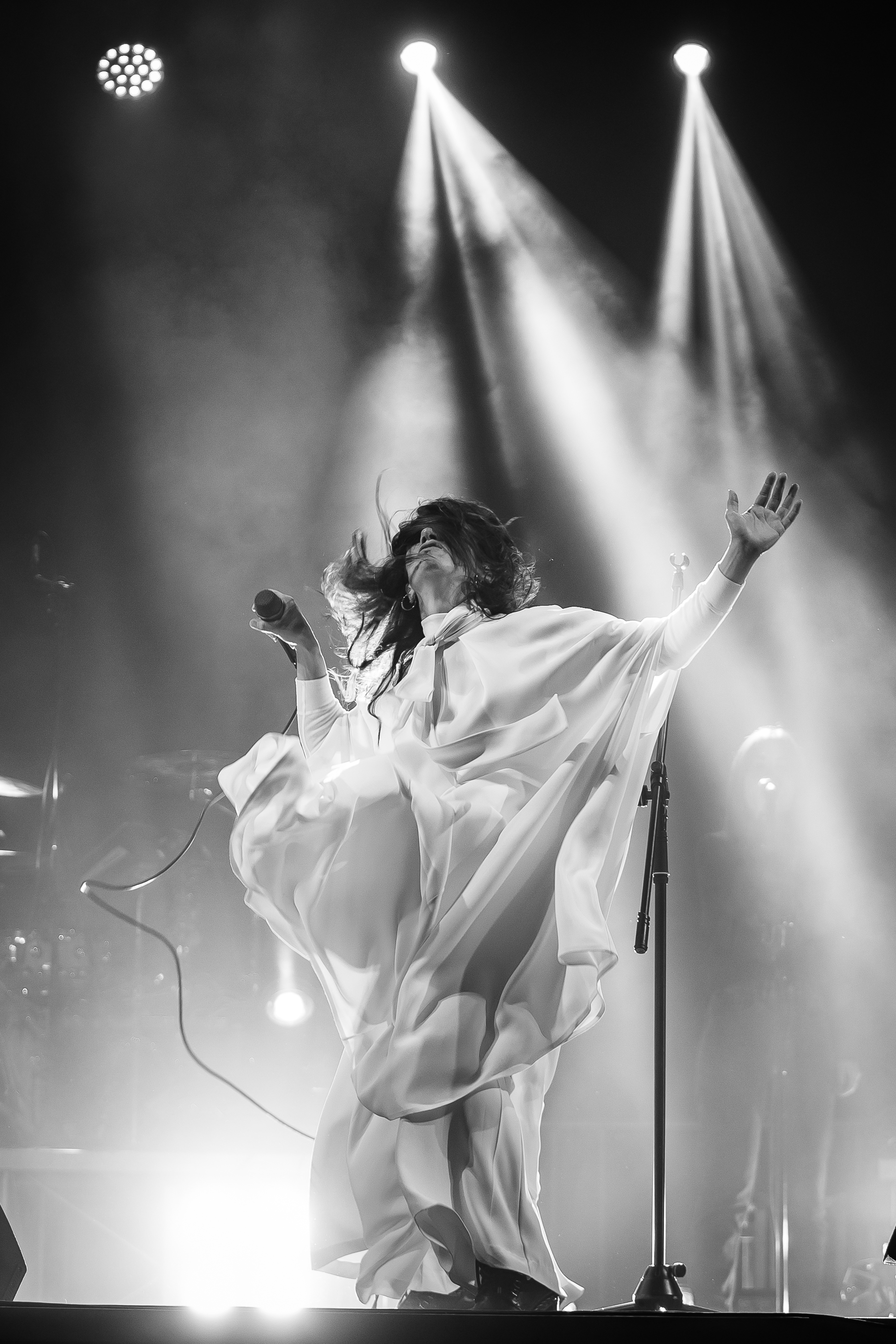
Elisa in tour nel 2020

Tutti i seguenti tour si sono tenuti in Italia, eccetto dove indicato.
- 1997/1998 – Pipes & Flowers Tour (anche in Europa in supporto al tour europeo di Eros Ramazzotti)
- 2000/2001 – Asile's World Tour
- 2002/2003 – Then Comes the Sun Tour
- 2003/2004 – Lotus Tour
- 2004/2005 – Pearl Days Tour
- 2005 – Lotus Pearl Days Tour
- 2006 – Unplugged Tour
- 2007 – Soundtrack Live Tour
- 2008 – Mechanical Dream Tour
- 2008 – US/Canada Fall Tour (Stati Uniti d'America e Canada)
- 2010 – Heart Alive Tour
- 2011 – Ivy I & II Tour
- 2014 – L'anima vola tour (anche in Europa)
- 2014 – L'anima vola Live in the Clubs (anche in Europa)
- 2016 – On Tour
- 2017 – UK-Ireland Tour (Regno Unito e Irlanda)
- 2017 – Together Here We Are
- 2018 – European Tour 2018 (Europa)
- 2019 – Diari aperti live nei teatri (anche in Europa)
- 2019 – Diari aperti live nei palasport
- 2022 – Back to the Future Live Tour
- 2022 – European Tour 2022 (Europa)
- 2022/23 – formato An Intimate[178]

## Programmi televisivi
- Concerto del Primo Maggio (Rai 3, 2001)
- Quello che (non) ho (LA7, 2012)
- Amici di Maria De Filippi (Canale 5, 2015-2018)[179]
- Elisa - 20 anni in ogni istante (Canale 5, 2017)
- Elisa with Dardust - An intimate night (Rai 2, 2023)
- Elisa Buon Natale anche a te (Canale 5, 2023)

## Partecipazioni a manifestazioni canore
- Festival di Sanremo (Rai 1)
  - 2001 – 1º posto sezione "Campioni" con Luce (tramonti a nord est)
  - 2022 – 2º posto con O forse sei tu

## Filmografia
- Andata e ritorno – serie TV (2006)
- Cobra non è, regia di Mauro Russo (2020)

## Doppiaggio
- Poppy in Trolls (2016)
- Sharon Rooney in Dumbo (2019)
- Nala adulta ne Il re leone (2019) e in Mufasa - Il re leone (2024)
- Narratrice ne La famiglia di elefanti (2020)

## Teatro
- Ellis Island, nel ruolo di Felicita Sapegno, di Giovanni Sollima e Roberto Alajmo, regia di Marco Baliani, musiche di Giovanni Sollima, Teatro Massimo di Palermo, (2002)
- Hair, direzione musicale e arrangiamento delle musiche, regia di Giampiero Solari e Luca Tommassini, coreografie di David Parsons, Teatro delle Erbe di Milano, (2008-2009)

## Mostre fotografiche
- 2003/2004 – Shhh… i silenzi della natura - Il canto silenzioso della natura fotografato da Elisa
- 2006 – Fotoamatori insospettabili - Elisa espone 14 foto di natura

## Opere letterarie
- Un senso di me, Rizzoli, 2008.

## Riconoscimenti
- Premio Oscar
  - 2013 – Preselezione all'Oscar alla miglior canzone originale per Ancora qui (con Ennio Morricone)[180]
- David di Donatello
  - 2007 – Candidatura alla migliore canzone originale per Eppure sentire (un senso di te)
  - 2023 – Migliore canzone originale per Proiettili (ti mangio il cuore)
- Festivalbar
  - 2007 – Premio speciale per Soundtrack '96-'06
- Festival di Sanremo
  - 2001 – Prima classificata sezione "Campioni" con Luce (tramonti a nord est)
  - 2001 – Premio della Critica sezione  per Luce (tramonti a nord est)
  - 2001 – Premio Radio/Tv per Luce (tramonti a nord est)
  - 2001 – Premio Autori per Luce (tramonti a nord est)
  - 2001 – Premio Volare per la miglior interpretazione
  - 2001 – Premio della Giuria di Qualità come miglior interprete del Festival
  - 2011 – Targa nella strada del Festival di Sanremo, in via Matteotti a Sanremo per il brano Luce (tramonti a nord est)
  - 2022 – Premio "Giancarlo Bigazzi" alla miglior composizione musicale per O forse sei tu (con Davide Petrella)
- Italian Music Awards
  - 2001 – Miglior artista femminile italiana
  - 2001 – Miglior singolo italiano per Luce (tramonti a nord est)
  - 2001 – Miglior composizione musicale per Luce (tramonti a nord est)
  - 2001 – Candidatura al miglior videoclip per Luce (tramonti a nord est)
  - 2002 – Candidatura alla miglior artista femminile italiana
  - 2002 – Candidatura al miglior album per Then Comes the Sun
  - 2002 – Candidatura al miglior tour italiano
  - 2003 – Candidatura alla miglior artista femminile italiana
  - 2004 – Candidatura alla miglior artista femminile italiana
- MTV Europe Music Awards
  - 2001 – Miglior artista italiano[181]
  - 2004 – Candidatura al miglior artista italiano
  - 2007 – Candidatura al miglior artista italiano[182]
- Nastro d'argento
  - 2002 – Candidatura alla miglior canzone originale per Dancing/Heaven Out of Hell
  - 2006 – Candidatura alla miglior canzone originale per Swan
  - 2007 – Candidatura alla miglior canzone originale per Eppure sentire (un senso di te)
  - 2012 – Miglior canzone originale per Love Is Requited
  - 2014 – Candidatura alla miglior canzone originale per Ecco che
  - 2023 – Candidatura alla miglior canzone originale per Proiettili (ti mangio il cuore)
- Pavarotti d'Oro
  - 2019 – Pavarotti d'Oro[183]
- Premio Anima
  - 2006 – Categoria Musica per Teach Me Again
- Premio italiano della musica
  - 1998 – Rivelazione italiana dell'anno
  - 2001 – Candidatura all'artista femminile dell'anno
  - 2002 – Artista femminile dell'anno
  - 2002 – Canzone dell'anno per Luce (tramonti a nord est)
- Premio Lunezia
  - 2005 – Autrice dell'anno - singolo per Una poesia anche per te
  - 2013 –  Autrice dell'anno - album per L'anima vola
- Premio MEI
  - 2023 – Premio alla carriera[184]
- Premio Regia televisiva
  - 2015 –  Miglior programma televisivo per Amici di Maria De Filippi (come direttrice artistica)
- Premio Videoclip Italiano
  - 2004 – Miglior video di contaminazione artistica per Together
  - 2005 – Miglior video dell'anno – categoria artista donna per Una poesia anche per te
  - 2007 – Miglior video dell'anno – categoria artista donna per Eppure sentire (un senso di te)
- Targa Tenco
  - 1998 – Miglior opera prima per Pipes & Flowers[185]
  - 2022 – Migliore canzone per O forse sei tu[186] (con Davide Petrella)
- TIM Music Awards
  - 2007 – Premio disco di diamante per Soundtrack '96-'06
  - 2008 –  Premio disco multiplatino per Soundtrack '96-'06 Live
  - 2009 –  Premio al miglior tour per The Mechanical Dream Show
  - 2009 –  Premio speciale al miglior tour Non-Opera all'Arena di Verona per The Mechanical Dream Show
  - 2010 – Premio disco multiplatino per Heart
  - 2010 – Premio singolo platino per Ti vorrei sollevare
  - 2011 – Premio disco platino per Ivy
  - 2014 – Premio disco platino per L'anima vola
  - 2014 – Premio singolo platino per L'anima vola
  - 2014 – Premio speciale musica e testo per Vivendo adesso
  - 2015 – Premio disco multiplatino per L'anima vola
  - 2016 – Premio disco oro per On
- 2016 – Premio singolo platino per No Hero
  - 2017 – Premio live per On Tour
  - 2018 – Premio live per Together Here We Are
  - 2019 – Premio album platino per Diari aperti
  - 2019 – Premio singolo multiplatino per Se piovesse il tuo nome
  - 2019 –  Premio live per Diari Aperti Live nei Teatri
  - 2022 – Premio album oro per Ritorno al futuro/Back to the Future
  - 2022 – Premio live per Back to the Future Live Tour
  - 2022 – Premio speciale Arena di Verona
  - 2023 –  Premio live oro per An Intimate Night

### Altri premi
- All Music Italia Awards
  - 2016 – Candidatura al miglior album per On[187]
  - 2022 – Miglior artista femminile[188]
  - 2022 – Candidatura all'album dell'anno Ritorno al Futuro/Back to the Future
  - 2022 – Candidatura al miglior tour Back to the Future Live Tour
- Onstage Awards
  - 2014 – Candidatura alla migliore artista femminile
  - 2014 – Candidatura alla migliore interpretazione dal vivo per L'anima vola
  - 2014 – Candidatura al migliore tour L'Anima Vola Tour
  - 2016 – Premio speciale RaiRadio per l'artista più trasmessa[189]
  - 2018 – Miglior artista femminile[190]
- Rockol Awards
  - 2022 – Candidatura al miglior album Ritorno al futuro/Back to the Future[191]
  - 2022 – Candidatura al miglior live Back to the Future Live Tour
  - 2023 – Miglior live italiano per Intimate Night[192]